# Susan Woodstra
Susan Woodstra   (San Bernardino, 21 de maig de 1957) va ser una jugadora de voleibol estatunidenca que va competir durant les dècades de 1970 i 1980.
El 1984 va prendre part en els Jocs Olímpics de Los Angeles, on guanyà la medalla de plata en la competició de voleibol. En el seu palmarès també destaca una medalla de bronze al Campionat del Món de voleibol de 1982. Posteriorment exercí d'entrenadora en diferents equips.